# اس‌اس آکرینگتون (۱۹۱۰)
اس‌اس آکرینگتون (۱۹۱۰) (به انگلیسی: SS Accrington (1910)) یک کشتی بود که طول آن ۲۶۵ فوت (۸۱ متر) بود. این کشتی  در سال ۱۹۱۰ ساخته شد.